# Action directe (terrorismo)
Action Directe o AD (in italiano: Azione diretta), è stata un'organizzazione terroristica francese di estrema sinistra che ha commesso una serie di assassini politici e attentati in Francia tra il 1979 e il 1987.
In diverse occasioni, Azione Diretta è entrata in contatto e cooperato con altri gruppi terroristici di estrema sinistra come le Brigate Rosse (Italia), Rote Armee Fraktion (Germania Ovest), Prima Linea (Italia), Nuclei Armati per l'Autonomia Popolare (Francia), Cellule comuniste combattenti (Belgio), Frazioni armate rivoluzionarie libanesi (Libano) e Irish National Liberation Army (Irlanda).

## Storia
L'organizzazione fu creata da Jean-Marc Rouillan nel 1979 dalla fusione del Groupe d'Action Révolutionnaire Internationale (GARI) con il Noyaux Armés Pour l'Autonomie des Peuples (NAPAP).
Nel marzo 1980 furono arrestati una ventina di membri dell'organizzazione, e nel settembre dello stesso anno fu il turno di Rouillan e della sua amica Nathalie Ménigon. Action Directe fu praticamente destrutturata, ma con l'elezione di François Mitterrand alla presidenza della Francia nel 1981, anche i leader del movimento beneficiarono dell'amnistia presidenziale: il movimento entrò allora in una fase di intensa attività. Nel 1982 le autorità sciolsero ufficialmente il movimento, che inasprì la sua attività. Emersero allora due fazioni: una "nazionale" ed una "internazionale" che propugnava la fusione dei movimenti terroristici europei. Si stima che i suoi membri effettivi fossero dai 10 ai 20 attivisti.
La fazione internazionalista avviò una fase di collaborazione attiva con alcuni movimenti terroristici stranieri, fra cui l'Euskadi Ta Askatasuna (ETA), il Grupo de Resistencia Antifascista Primero de Octubre (GRAPO), Prima Linea, la Rote Armee Fraktion (RAF) ed i Comunisti Organizzati per la Liberazione Proletaria (COLP) ed il Movimento Iberico di Liberazione.
Sebbene operasse prevalentemente in Francia, Action Directe collaborò e prese parte attiva ad alcune azioni comuni con la Rote Armee Fraktion tedesca (RAF) e le Cellules Communistes Combattantes belghe (CCC).
Questa collaborazione internazionale continuò fino all'adozione di una strategia comune ed alla fusione con la RAF in seno a un Fronte Politico-Militare per l'Europa Occidentale, annunciato in un comunicato congiunto delle due organizzazioni datato 15 gennaio 1985. Così, fra il 1985 e il 1986, si osservò una stretta collaborazione nelle azioni delle due organizzazioni da una parte e dall'altra della frontiera.
Le sue azioni di più alto profilo furono: l'omicidio dall'ingegnere René Audran che lavorava presso il Ministero della Difesa, ucciso il 25 gennaio 1985 e l'omicidio di Georges Besse presidente della casa automobilistica Renault, assassinato il 17 novembre 1986.
La fazione "nazionale" di Action Directe effettuò numerosi attentati dinamitardi e attacchi a mano armata nella regione parigina fra il 1982 ed il 1985. Il 28 marzo 1986 la rete "nazionale" fu smantellata con l'arresto di André Olivier e di numerosi suoi complici a Lione e a Saint-Étienne.
Il 21 febbraio 1987, l'arresto dei capi storici di Action Directe (Jean-Marc Rouillan, Nathalie Ménigon, Régis Schleicher, Joëlle Aubron e Georges Cipriani), segnò la fine definitiva dell'organizzazione e della sua fazione "internazionale". Inattiva da quel momento, Action Directe si può ritenere dissolta.

## Arresti
Nel dicembre 1981, uno dei membri di Azione Diretta Lahouari Benchellal, soprannominato "Farid", venne arrestato a Helsinki, Finlandia con l'accusa di falsificazione dei cosiddetti traveler's cheque ("assegni turistici"), che rappresentavano un'importante fonte di guadagno per l'organizzazione. Benchellal si impiccò mentre era sotto la custodia della Finnish Security Intelligence Service nel gennaio 1982. I membri di Azione Diretta si rifiutarono di credere che Benchellal si fosse suicidato e decisero di denominare un gruppo d'azione in suo onore.
Vi è attualmente un dibattito promosso da alcuni settori della sinistra estrema francese, secondo cui ai membri di Azione Diretta ancora incarcerati, che si definiscono ancora prigionieri politici, dovrebbe essere concessa la libertà condizionale.
Nel dicembre 2007, venne concesso all'ex-membro di Azione Diretta Jean-Marc Rouillan un regime carcerario di "semi-libertà", venendogli permesso di uscire dall'istituto carcerario per un lungo lasso di tempo. Nel settembre 2008, una corte di Parigi ha chiesto la revoca di tale concessione in seguito alle seguenti dichiarazioni di Rouillan al settimanale L'Express: "rimango convinto che la lotta armata sia necessaria in certi momenti di un processo rivoluzionario."